# 中國鹽業史

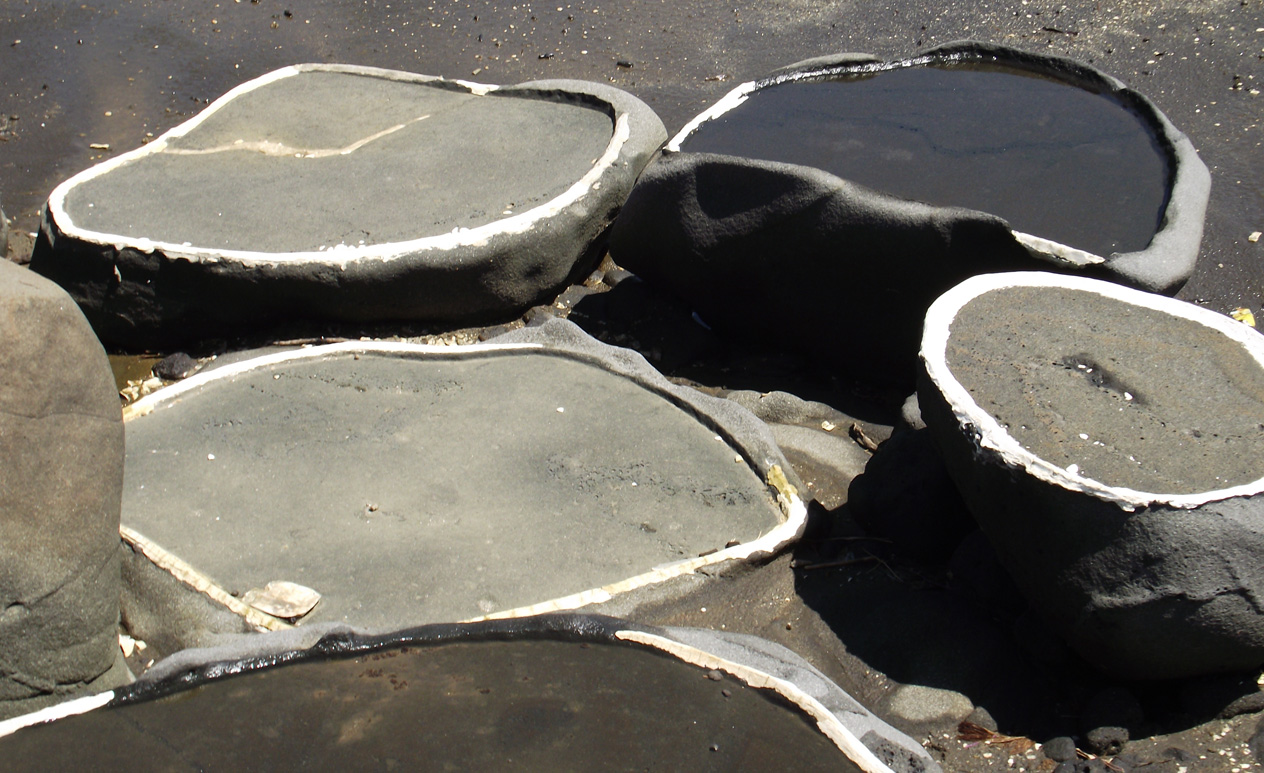
海南洋浦古盐田的晒盐池

中國鹽業歷史非常悠久。考盐之名最早见諸於《尚书·禹贡》：“海岱惟青州，厥贡盐……”。许慎《说文解字》释盐曰：“卤咸也。从卤，监声。古者，宿沙初作煮海盐。”先秦以来，中国长期处于农业社会体制下，生产力水平低下，食盐是较少的能长期维持丰厚利润的商品。盐税自西汉起就成为历代政府财税中的最为重要税种。食盐由政府专卖的制度一直维持到2014年。

## 上古時代
明彭大翼《山堂肆考》羽集二卷“煮海”條云：“宿沙氏始以海水煮乳煎成鹽，其色有青、紅、白、黑、紫五樣。”
郭正忠著《中國鹽業史》稱：“中國古代鹽業史的開端，可以追溯到『夙（宿）沙氏初煮海鹽』的遙遠年代。”
周朝有对盐征消费税的记载。春秋时期，管仲在齐国的经济改革中创立了食盐专卖，使盐利“百倍归于上”，“设轻重鱼盐之利，以赡贫穷，禄贤能，齐人皆悦”。从秦朝到汉朝初期，政府和私人都可以制造贩卖食盐。

## 漢朝
西漢的漢昭帝在始元六年（前81年）期間召開「鹽鐵會議」，以賢良文學為一方，以御史大夫桑弘羊為另一方，以鹽鐵專營、酒類專賣和平準均輸等經濟政策，展開辯論。這是《鹽鐵論》一書的由來。
吳王劉濞“招致天下亡命者盜鑄錢，煮海水為鹽”，從揚州城東北處，東通海陵倉（泰州），開了一條運河，稱之邗溝，後稱通揚運河，便利運鹽，開啟揚州鹽業之先河，揚州鹽業此後在歷代可謂延綿不絕，成為歷代朝廷的賦稅大戶。

## 隋唐
隋文帝開皇三年（583年），開放鹽池、鹽井之禁令，採取與百姓共之的辦法，免於徵稅，至唐開元時期的130年間，為中國食鹽無稅時期。開元初年，開始有榷鹽收稅，但各地鹽法並不統一。安史之亂后，唐王朝財政陷入困境，實施“榷鹽法”，由官府壟斷食鹽價格，鹽利收入成為政府財政收入的支柱。唐末藩鎮割據，鹽井、鹽池為藩鎮所有，鹽利被藩鎮持留。
唐后期私盐屢禁不能絕，贩私鹽者往往“多结群党，并持兵杖劫盗及贩卖私盐”。其中規模最大的即為黃巢之亂。

## 宋朝
宋代的食盐专卖制度的进一步强化，設立鹽鐵使主管鹽政。
宋朝出現大規模的私鹽運販，西夏边境一带的边民“多阑出塞贩青白盐”入境，“虽严禁所不能止”。福建路西部的上四州地區，“地险山僻，民以私贩(盐)为业者，十率五、六”。還有亡命之徒攜帶武器，敢於抗拒官軍的追捕，“力势既盛，遂至行劫”，南宋初年，浙江温州有“私盐百余舰往来江中，杀掠商贾”。

## 元朝
《元典章》卷二十二《户部八》记载:“各处私盐、犯界，白昼公行，无所畏忌”，“其盐徒动辄百十，结连群党，持把器仗，专一私贩”。
元顺帝至正年间，山东、河北沿海私贩以海船公然贩私，“每船少者买贩数百引，多者千余引”。至正八年（1348年）淮东捕获私盐“多至万余斤，少者数十引”。

## 明朝
明成祖遷都北京、增置武衛百司、派鄭和下西洋，費用以億萬計，全由戶部尚書夏元吉籌措，他設立鹽務衙門，以鹽卡收稅，謹防貪官。
明人宋應星《野議·鹽政議》稱：“商之有本者，大抵屬秦、晉與徽郡三方之人。萬曆盛時，資本在廣陵者不啻三千萬兩。每年子息可生九百萬兩，只以百萬輸帑，而以三百萬充無妄費，公私俱足，波及僧、道、丐、傭、橋梁、樓宇，當余五百萬，各商肥家潤身，使之不盡，而用之不竭。至今可想見其盛也。”其中利潤有40％以上用以課稅（一百萬兩）、建祠堂（三百萬兩）等方面，各商肥家潤身五百萬兩。
景泰年间，扬州一带“土豪纠合势要，持兵挟刃，势如强贼，夤夜贸易，动以万计”。成化年間，“各处逃囚不逞之徒，私造遮洋大船，兴贩私盐，每船聚百余人，张旗号持兵器，起自苏扬，上至九江、湖广发卖，沿途但遇往来官民客商等船，辄肆劫掠，所在虽有巡检巡捕，官兵俱寡，弱不能敌”。
萬曆四十五年，袁世振在淮南、揚州一帶推行了綱鹽法，取代原來的開中法。淮南十綱取名為“聖、德、超、千、古、皇、風、扇、九、圍”，淮北十四綱取名為“天、杯、慶、壽、齊、南、嶽、帝、藻、光、輝、動、北、辰”，崇禎三年（1630年），更綱改名為“調、和、贊、化、育、羹、鼎、裕、鹽、梅”以及“恆、盈、豐、國、計、足、課、裕、官、家”。

## 清朝
《清史稿》稱：“凡商有二，曰场商，主收盐；曰运商，主行盐。其总揽之者曰总商，主散商纳课。”
揚州鹽商以徽州人為主體，光緒《兩淮鹽法志》記載：自明嘉靖至清乾隆期間，在揚州的著名客籍商人共80名，徽商獨佔60名。乾隆初年全国九大盐区行盐总数为五百四十万引，两淮额引是一百六十八万左右，占三分之一；两淮课银高达六百另七万两，约占全國總額七成以上。《揚州畫舫錄》中曾經提到揚州鹽商奢靡之風氣，亢氏在揚州的小秦淮也建造了亢園，其“長裏許，……臨河造屋一百間，土人呼為百間房”。鹽商亢氏在家鄉平陽府（今臨汾）建亢園，“園大十里，樹石池臺，幽深如通，間有婢媵出窺，皆吳中粧束也。……康熙中，長生殿傳奇出，命家伶演之，一切器用費鏹四十余萬。”遇到乾隆南巡時更是舖張，“上買賣街前後寺觀皆為大廚房，以備上司百官司食飲。 ”。
乾隆三十三年，爆發两淮盐引案，纪晓岚受到牵连，而被发配新疆。
道光三十年（1850年），两江总督陆建瀛行票盐法于淮南。道光時兩江總督兼兩淮鹽政陶澍上奏：“至商人辦鹽雖寓揚州，實非揚產，如西商、徽商皆向來業鹽，他省亦不乏人”。清代金安清在《水窗春囈》記載：道光十二年（1832年），因陶澍改綱鹽法為票鹽法，“揚商已窮困”。有一次，金安清拜訪扬州总商黄潆泰，早晨起来吃饭，饭桌上备有：“小碗十碗，各色点心皆备，粥亦有十余种。”金安清訝異其家“暴殄”，其家僕說：“这算得了什么，不过是待客惯例而已，如果真是礼遇客人，要远比这排场得多。”
清代的食盐贩私，“危害之烈，第积历代盐弊渊薮”。包世臣认为“两淮纲食引地，无论城市村庄食私者什七八”，當時长江中下游各省私盐泛滥，“私盐充斥，盐徒聚众贩私”，“成群贩卖，一遇巡捕人役，自恃枭众捕寡，执械敌巡盐人役，轻则带伤。重则致命”。
同治五年（1866年），两江总督李鸿章为籌備军费，责令票商捐款。

## 中华民国
贵州有川盐古道，至近代还有“斗米换斤盐，斤盐吃一年”之说。
- 1913年，袁世凱的北洋政府曾以鹽稅、海關稅等作抵押，向英、法、德、俄、日五國銀行團借了「善後大借款」。

## 中华人民共和国
中华人民共和国时期，继续实行「食盐专营制度」。分为盐务、盐业两个系统，盐务指地方各级盐务管理局，盐业指从中国盐业总公司到地方各级盐业公司。中国盐业总公司为盐业系统中最高机构，中央未设独立的盐务机构。地方有各省（直辖市、自治区）级、市级、县级盐务、盐业系统。地方各级盐务管理局和盐业公司采取“一套人马，两块牌子”，掌握计划调拨、市场监管权、食盐经营权，形成了食盐的封闭流通体系。食盐生产企业必须经省盐务局分配生产计划，产品不得自主进入市场。
随着，中国的经济发展，食盐的重要性下降，食盐专营制度的必要性也日趋微弱。但在1990年代，为消除碘缺乏病，中华人民共和国卫生部规定食盐中必须加碘。1996年5月，中华人民共和国国务院颁布《食盐专营办法》，对食盐产销采取国家指令性计划管理，对食盐价格采取政府定价。随后，各地方根据实际情况纷纷出台盐业管理条例。此后中国食盐专营的法律依据均源于此。盐务、盐业系统由此继续维持食盐专营制度。
2001年起，到2014年改革方案之前，先后有6个盐业体制改革方案夭折，原因都是盐务、盐业系统的反对。这6个夭折的方案分别是：国家经贸委盐办提出的方案、国家发改委盐办提出的方案、国家审计署提出的方案、国家发改委经济体制与管理研究所提出的方案、国家发改委经贸流通司提出的方案、2009年12月31日国家发改委和工信部联合组成的盐业体制改革小组提出的方案。2014年4月21日，国家发改委2014年第10号令公布，决定废止《食盐专营许可证管理办法》，自公布之日起执行。但《食盐专营许可证管理办法》废止不等于废止食盐专营制度。2014年10月29日，中国盐业协会第七届会员代表大会上披露，盐业体制改革方案已经在国家发改委主任办公会议上通过，并且已经完成各部委意见征求。
然而，尽管曾有传言称食盐专营制度将取消，2017年12月公布的新《食盐专营办法》明确保留专营制度，继续实行定点生产与批发管理，加强监管与处罚，保障食盐安全供应和碘缺乏防控，确保公众用盐安全与健康。